# He Zhi Wen
He Zhi Wen (b. Maio 31, 1962 chinês tradicional: 何志文, chinês simplificado: 何志文, pinyin: Hé Zhìwén) é um mesatenista nascido em Zhejiang na China, e naturalizado espanhol. Atualmente defende o clube espanhol CTM Caja Granada.

## Principais conquistas[1]
- 1985: Primeira posição no campeonato mundial de equipes.
- 1991-2005: Campeão da liga espanhola
- 1998: Vigésima posição em Campeonato da Europa por equipes
- 1999: Primeira posição em duplas mistas e equipes.
- 2000: Quinta posição em Campeonato da Europa em duplas mistas.

Nona posição em Campeonato individual da Europa e duplas.
Vigésima segunda posição em Campeonato do mundo por equipes.
- 2003: Décima sétima posição em Campeonato Europeu individual.
- 2004: Trigésima terceira posição em Jogos Olímpicos de Atenas em individuais.
- 2004: Sexagésima segunda posição na classificação mundial.
- 2005: Nona posição em Campeonato da Europa de duplas.

Décima quarta posição em Campeonato da Europa por equipes.
Trigésima terceira posição em Campeonato da Europa em individuais.
Sexagésima sexta posição em Campeonato da Europa em duplas mistas.
Nona posição em Campeonato do Mundo em individuais.
1. ↑  «He Zhi Wen». Table Tennis Media (em inglês). 5 de fevereiro de 2023. Consultado em 10 de abril de 2025